# Regionaler Naturpark Chartreuse

Logo des Parks

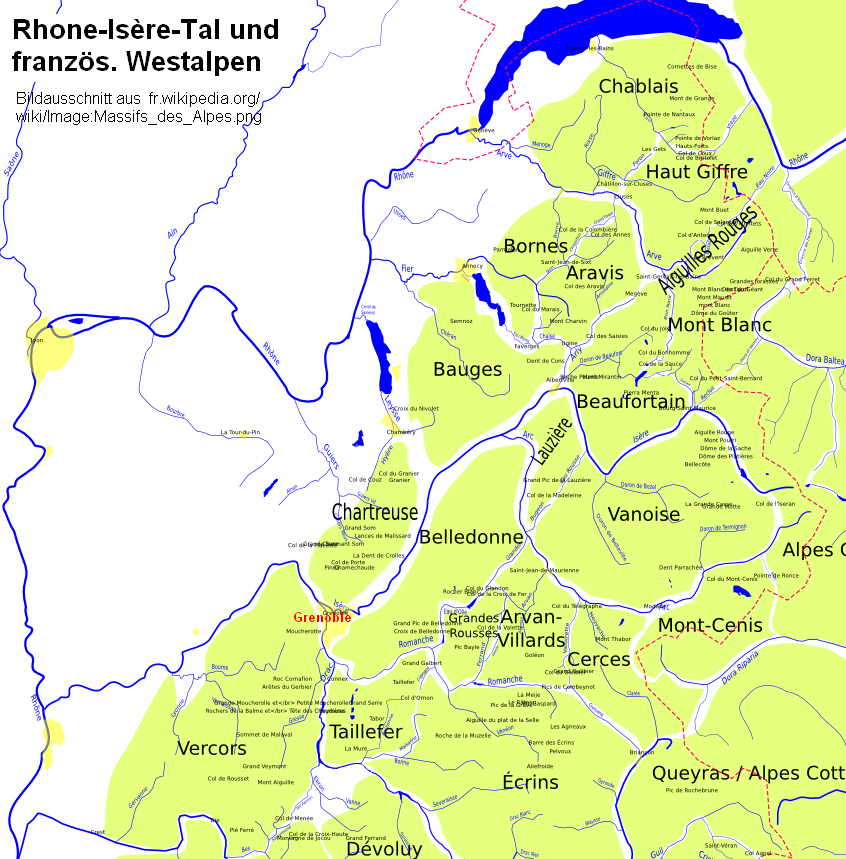
Karte des Gebietes im Rahmen der französischen Westalpen

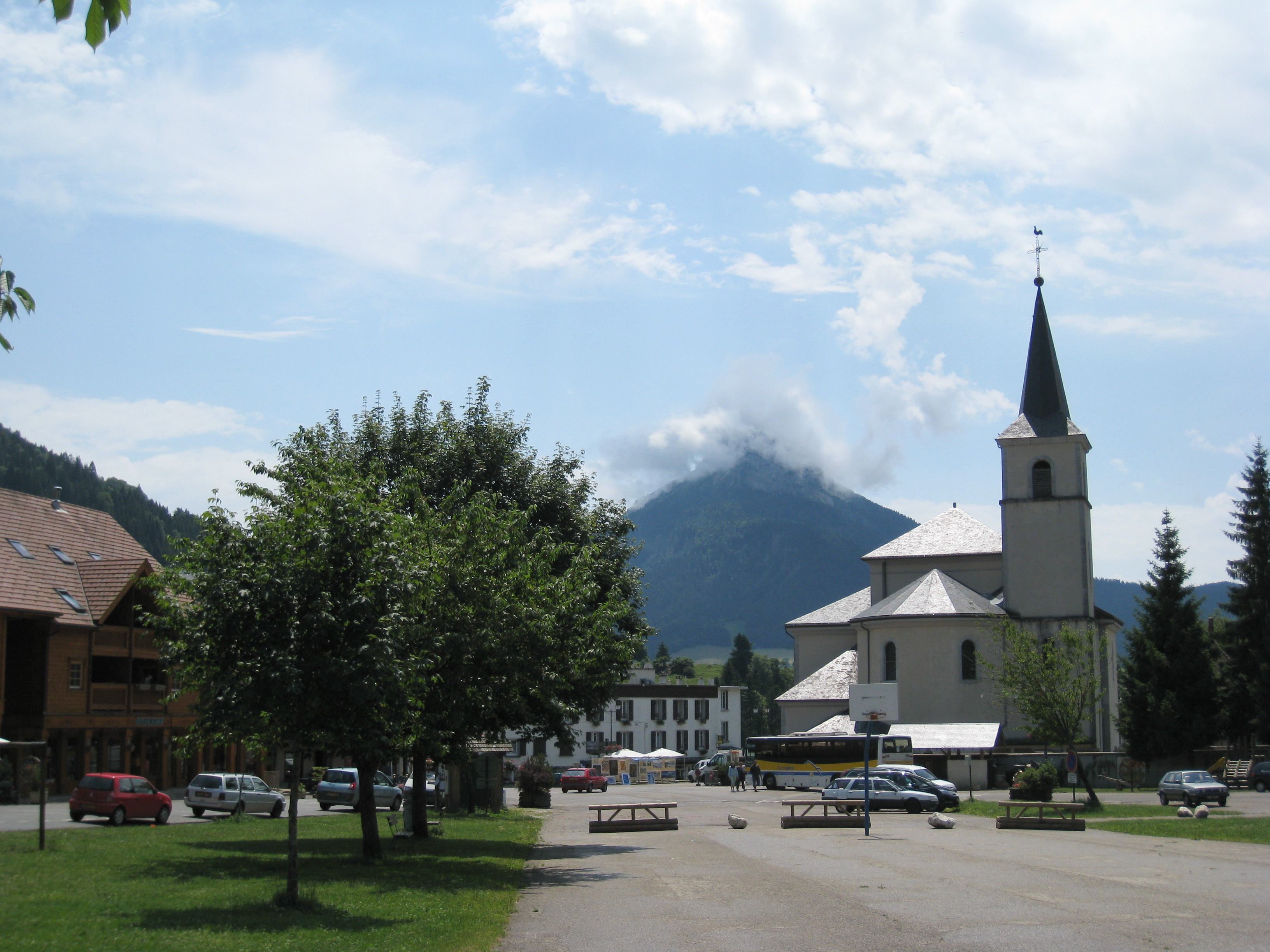
Saint-Pierre-de-Chartreuse

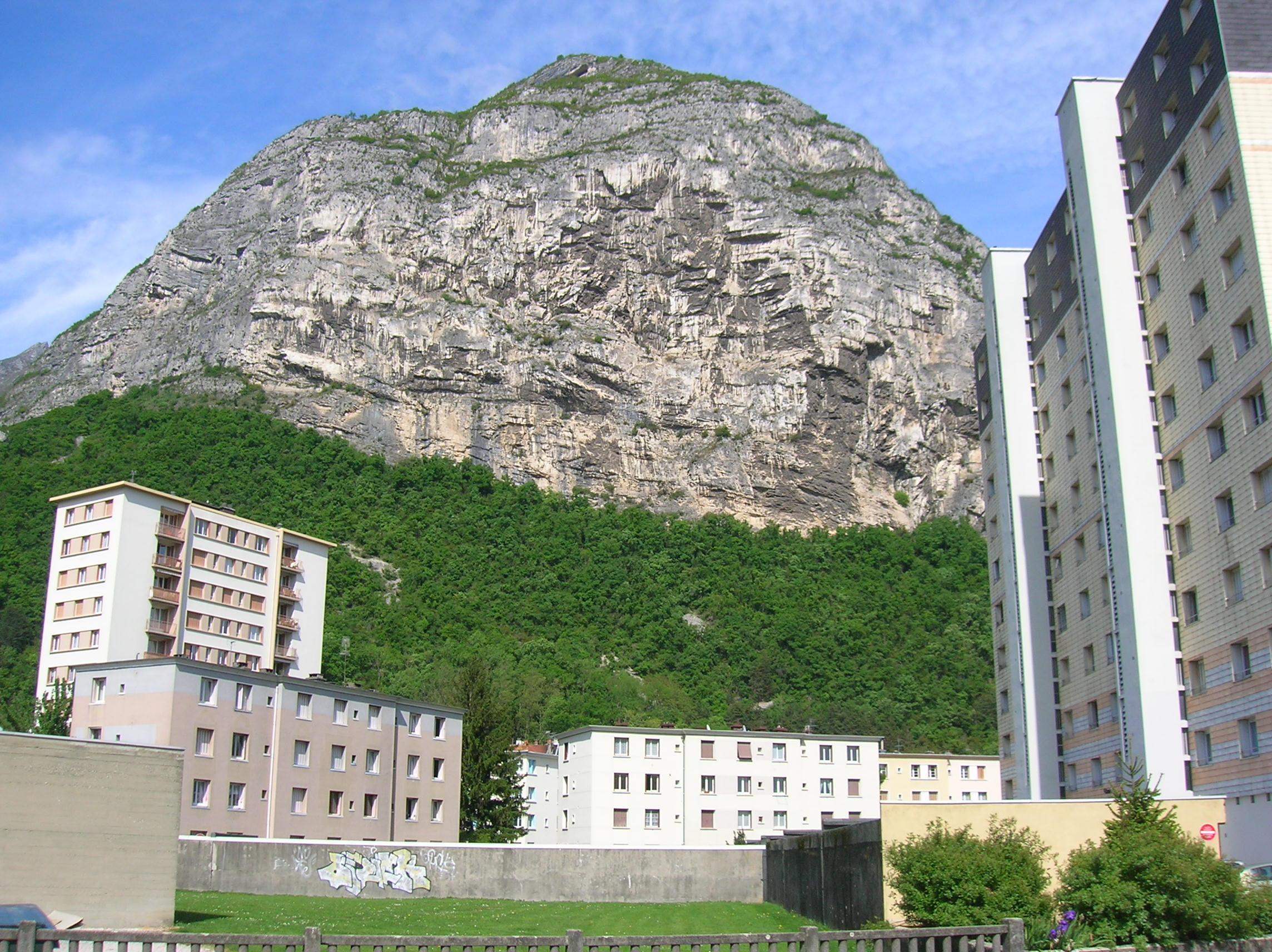
Saint-Martin-le-Vinoux

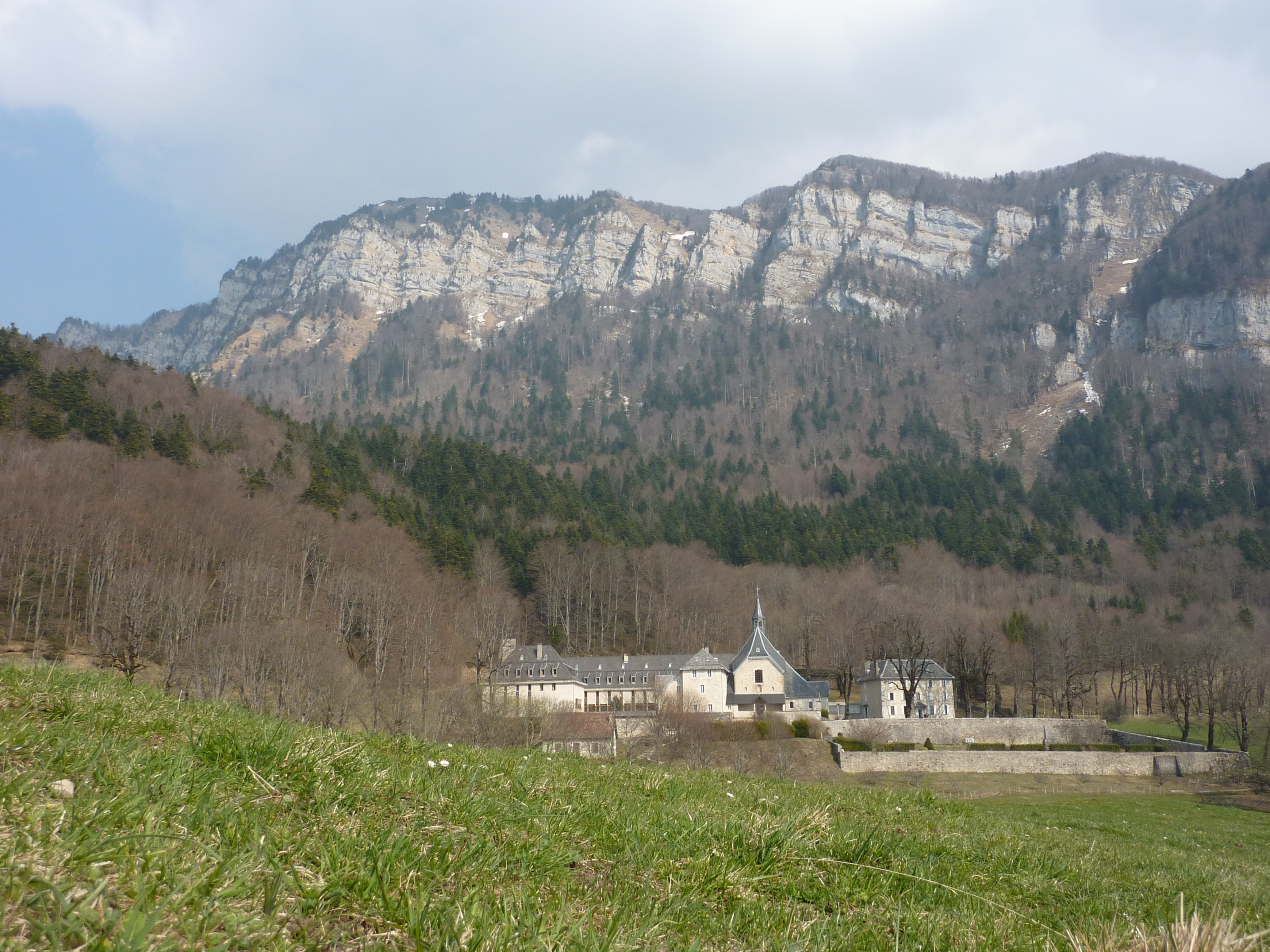
Abbaye de Chalais, Voreppe

Der Regionale Naturpark Chartreuse (frz. Parc naturel régional de Chartreuse) liegt in der französischen Region Auvergne-Rhône-Alpes und umfasst Teile der Départements Savoie und Isère. Er erstreckt sich grob nördlich von Grenoble und wird im Osten und Süden vom Fluss Isère begrenzt. Im Nordosten stößt er an den Regionalen Naturpark Massif des Bauges, im Südwesten an den Regionalen Naturpark Vercors. Im östlichen Abschnitt des Parks befindet sich die namengebende Gebirgskette Chartreuse.

## Parkverwaltung
Die Gründung des Naturparks erfolgte am 6. Mai 1995. Er umfasst heute eine Fläche von rund 76.700 Hektar. Die Parkverwaltung hat ihren Sitz in Saint-Pierre-de-Chartreuse (45° 20′ 28″ N, 5° 48′ 58″ O), wo sich das „Maison du Parc“ befindet. 60 Gemeinden mit einem Einzugsgebiet von etwa 50.000 Bewohnern bilden den Park, darüber hinaus sind die außerhalb des Parks liegende Städte Grenoble, Chambéry und Voiron als Zugangsorte assoziiert.

## Größere Orte im Park
- Chapareillan
- Les Marches
- Miribel-les-Échelles
- Plateau-des-Petites-Roches
- Saint-Baldoph
- Saint-Étienne-de-Crossey
- Saint-Laurent-du-Pont
- Vimines

Im Ballungsraum nördlich von Grenoble sowie im Isère-Tal haben einige Städte abseits ihrer Besiedelungs- und Infrastrukturzonen Gebietsanteile am Naturpark. Hier einige Beispiele:
- Cognin
- Crolles
- Meylan
- Saint-Égrève
- Saint-Ismier
- Saint-Martin-le-Vinoux
- La Tronche
- Voreppe

## Landschaften
Der Regionale Naturpark Chartreuse liegt geologisch in den Französischen Kalkalpen. Die höchste Erhebung ist der 2082 Metern hohe Berggipfel Chamechaude.
Aufgrund seiner Strukturierung lässt sich das Gebiet in folgende Landschaften unterteilen:
- Haute Chartreuse

Panorama des Grésivaudan von Sept-Laux aus gesehen. Links liegt Grenoble, in der Mitte Le Touvet, rechts das Département Savoie

Die Haute Chartreuse ist das eigentliche Gebirgsmassiv, das durch steile Geländeformen und ausgedehnte Waldgebiete gekennzeichnet ist. Sie bildet ein Landschaftsmosaik, wo Karstlandschaften, lange Felsbänder, Hochwälder und offene Almwiesen einander abwechseln. Der unter Naturschutz stehende Hauptkamm am Ostrand des Gebirgszuges stellt eine wuchtige Mauer dar, bevor das Massiv ins Isèretal steil abbricht, das hier auch als Grésivaudan bezeichnet wird. Nach Westen hin fällt das Gebirge sanfter ab, das kleine Hochtal, die sich dazwischen in Nord-Süd-Richtung erstreckt, ist etwas lieblicher und das grüne Herz der Chartreuse. Die beiden Flüsse Guiers Mort und Guiers Vif haben hier tiefe Schluchten eingegraben und entwässern nach Westen hinab ins hügelige Chartreuse-Vorland.
Trotz vielfältiger Karsterscheinungen treten punktuelle auch Feuchtgebiete mit starkem ökologischen Wert auf. Das Gebiet zeichnet sich durch eine besonders reiche Flora und Fauna aus. Hier ist der bevorzugte Lebensraum für Rehe, Wildschweine, Hirsche, Mufflons und Gämsen.

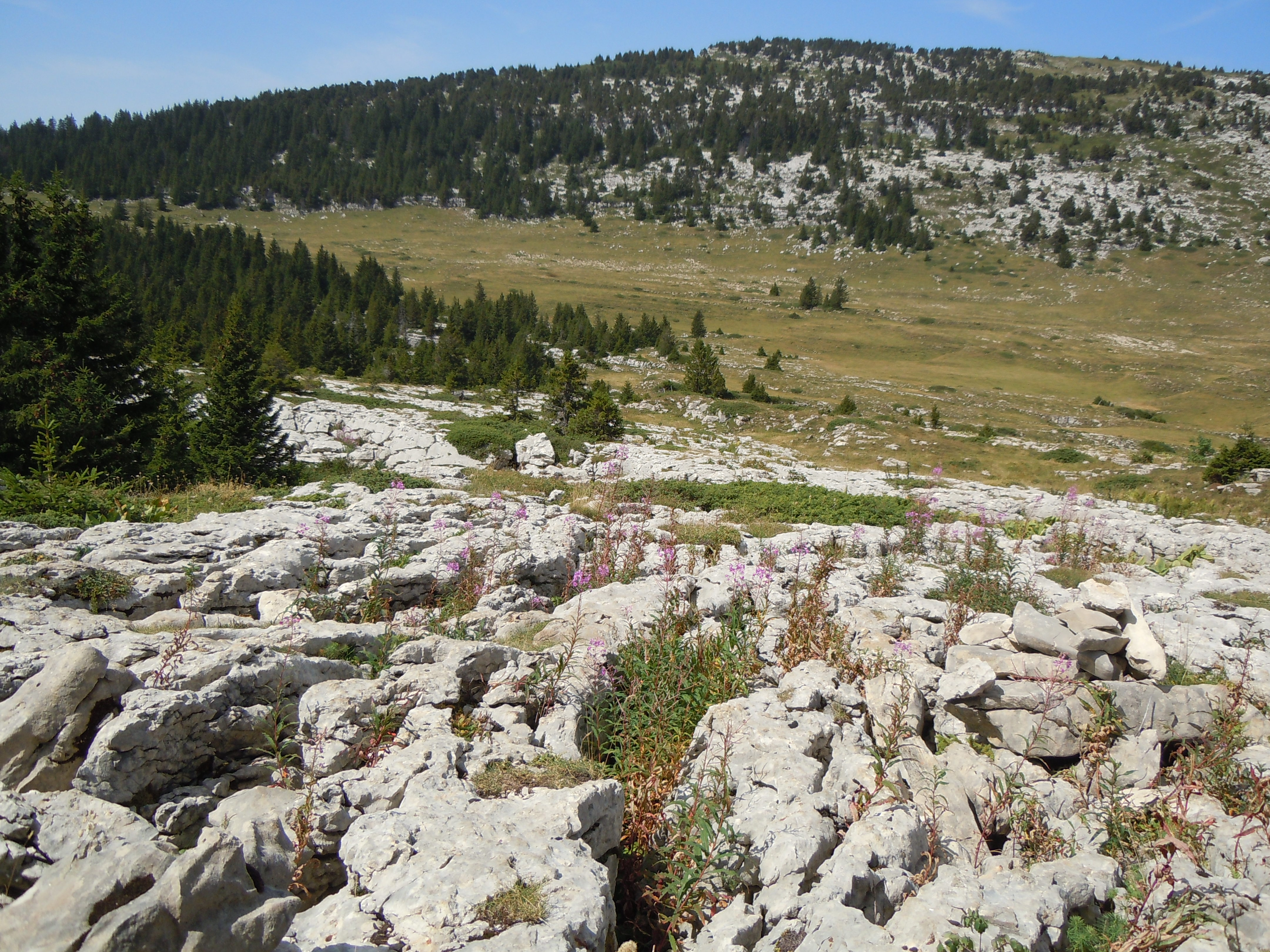
Karstfelder in Sainte-Marie-du-Mont
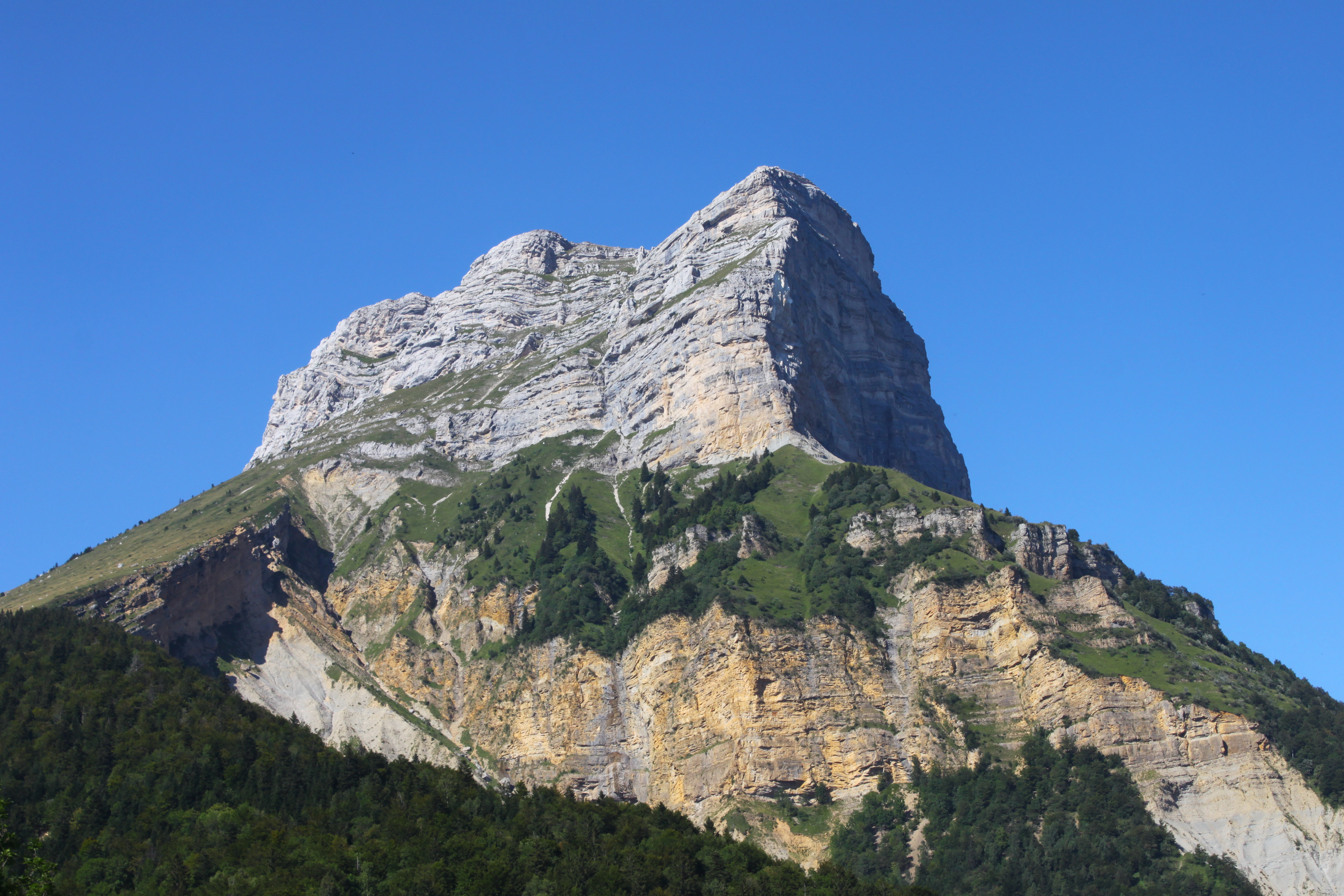
Dent de Crolles 2062 m
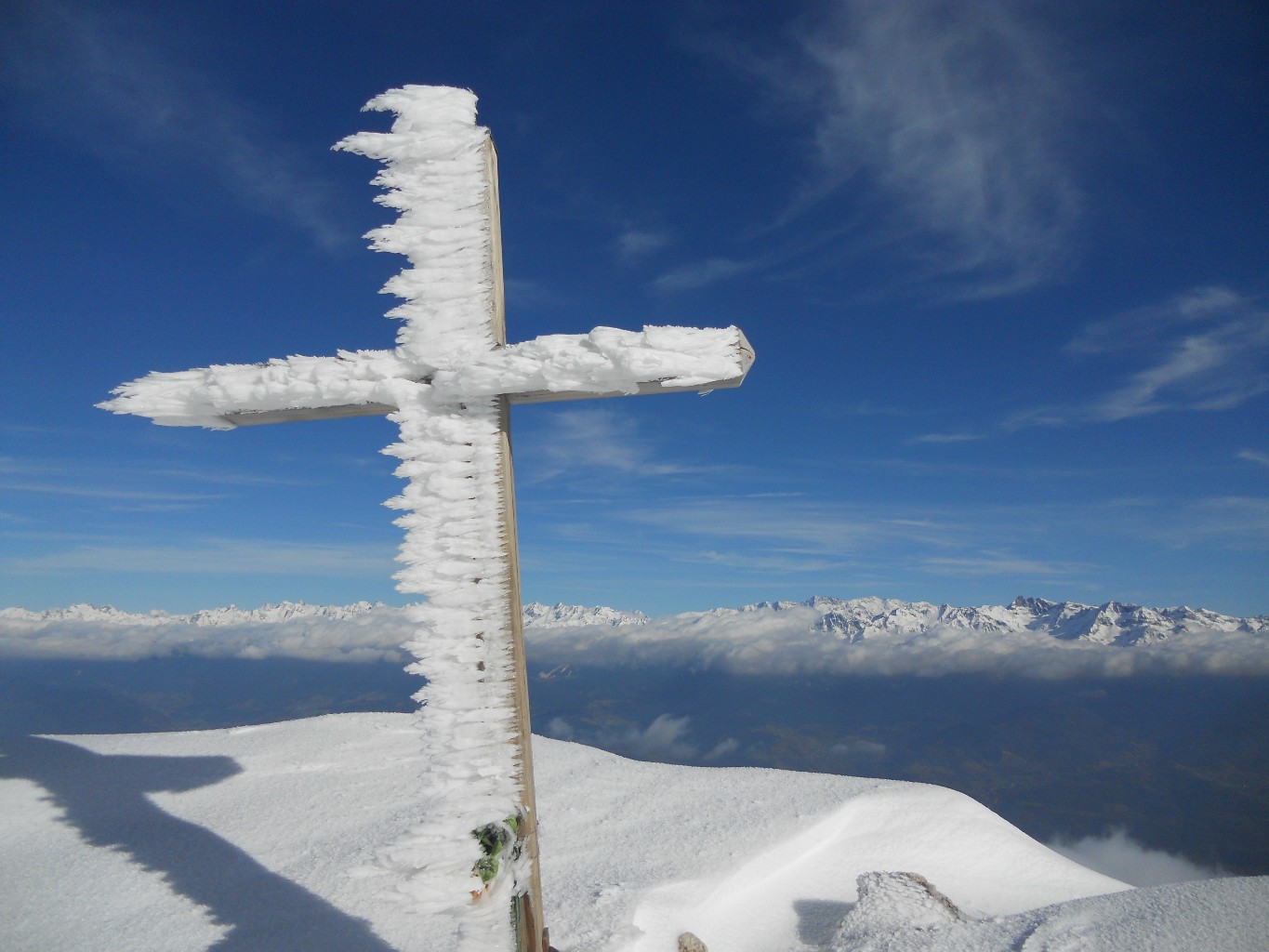
Gipfelkreuz des Chamechaude 2082 m
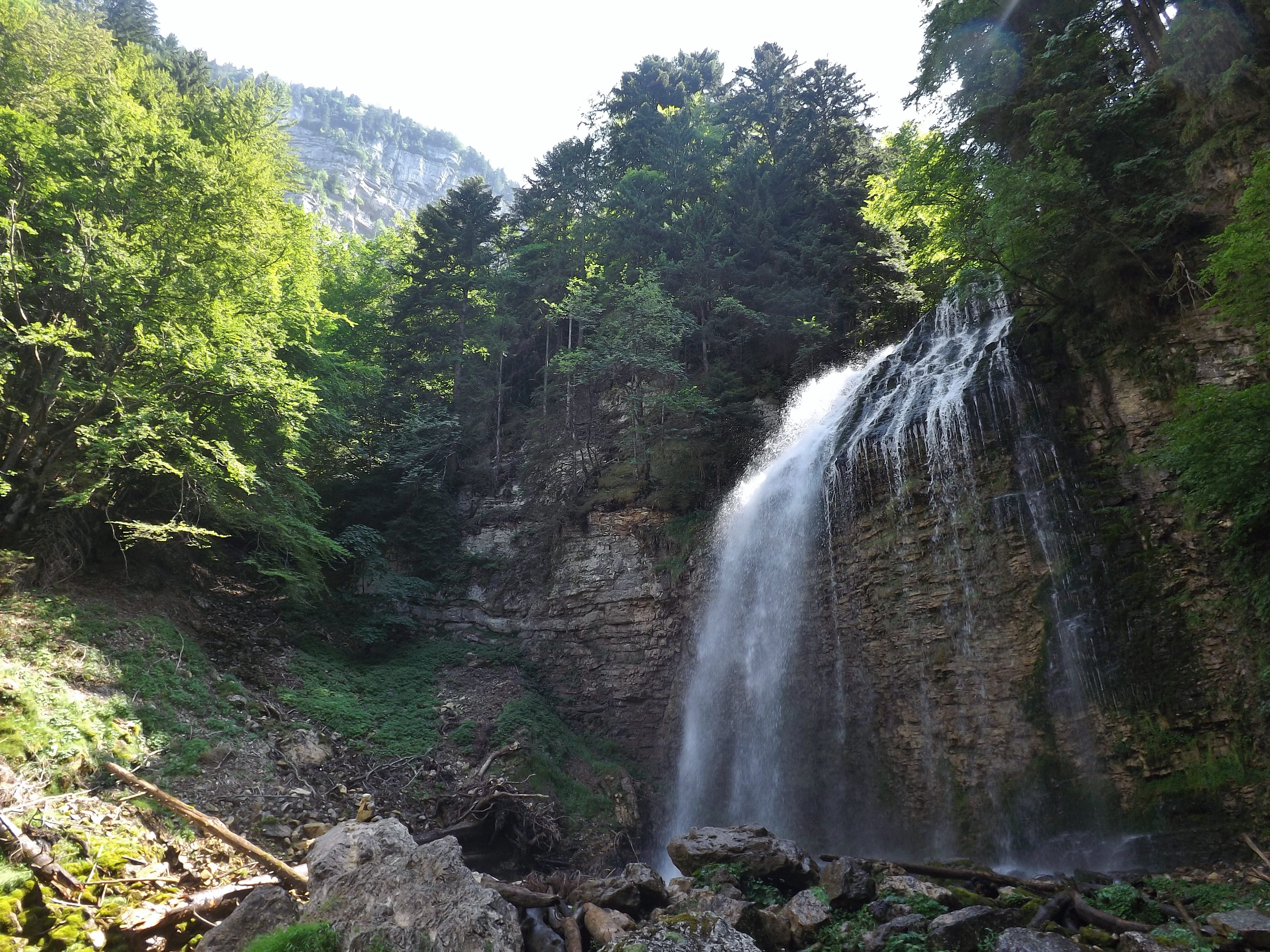
Ursprung des Guiers Vif im Talschluss Cirque de Saint-Même
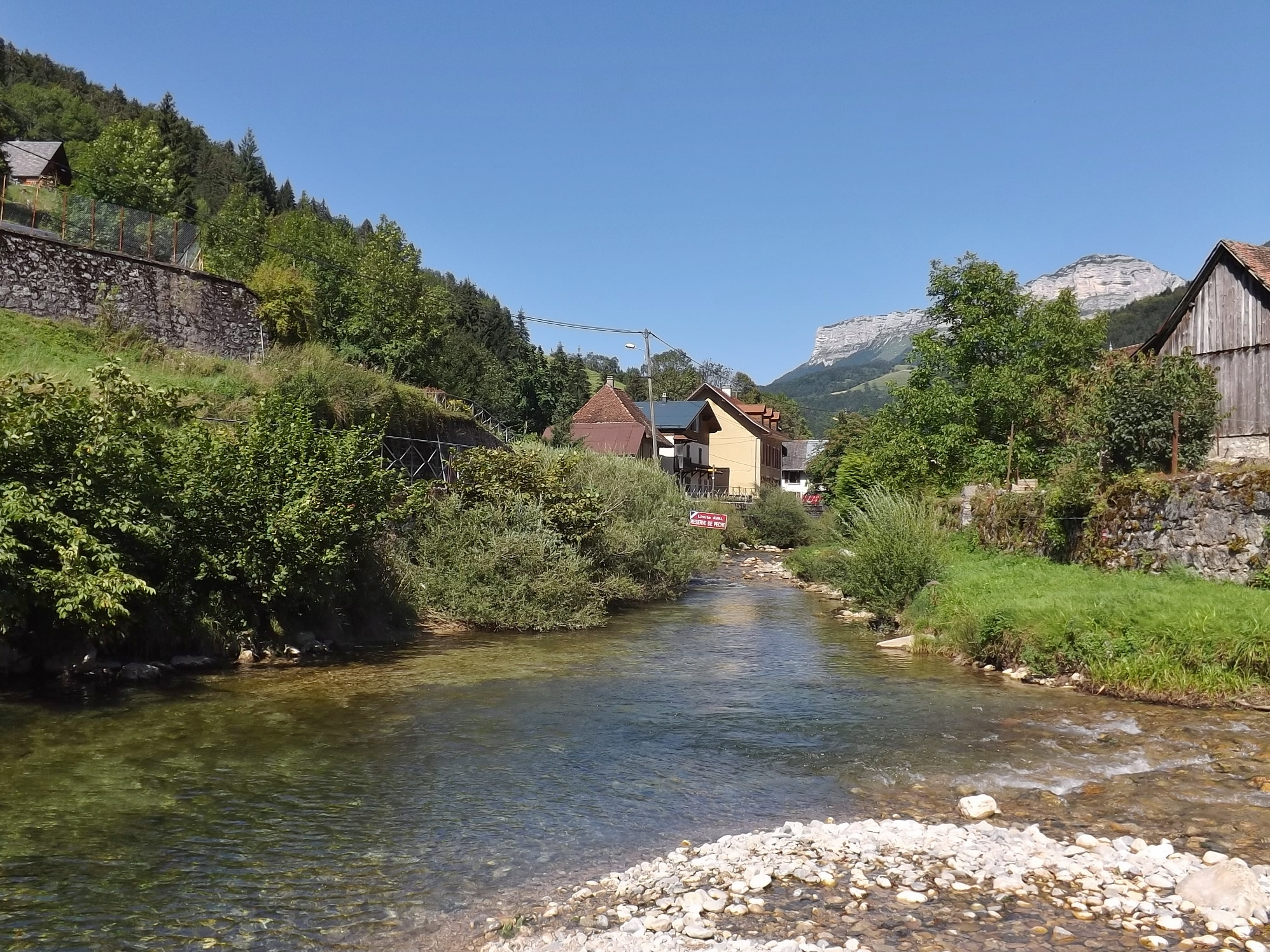
Das Hochtal bei Saint-Pierre-d’Entremont
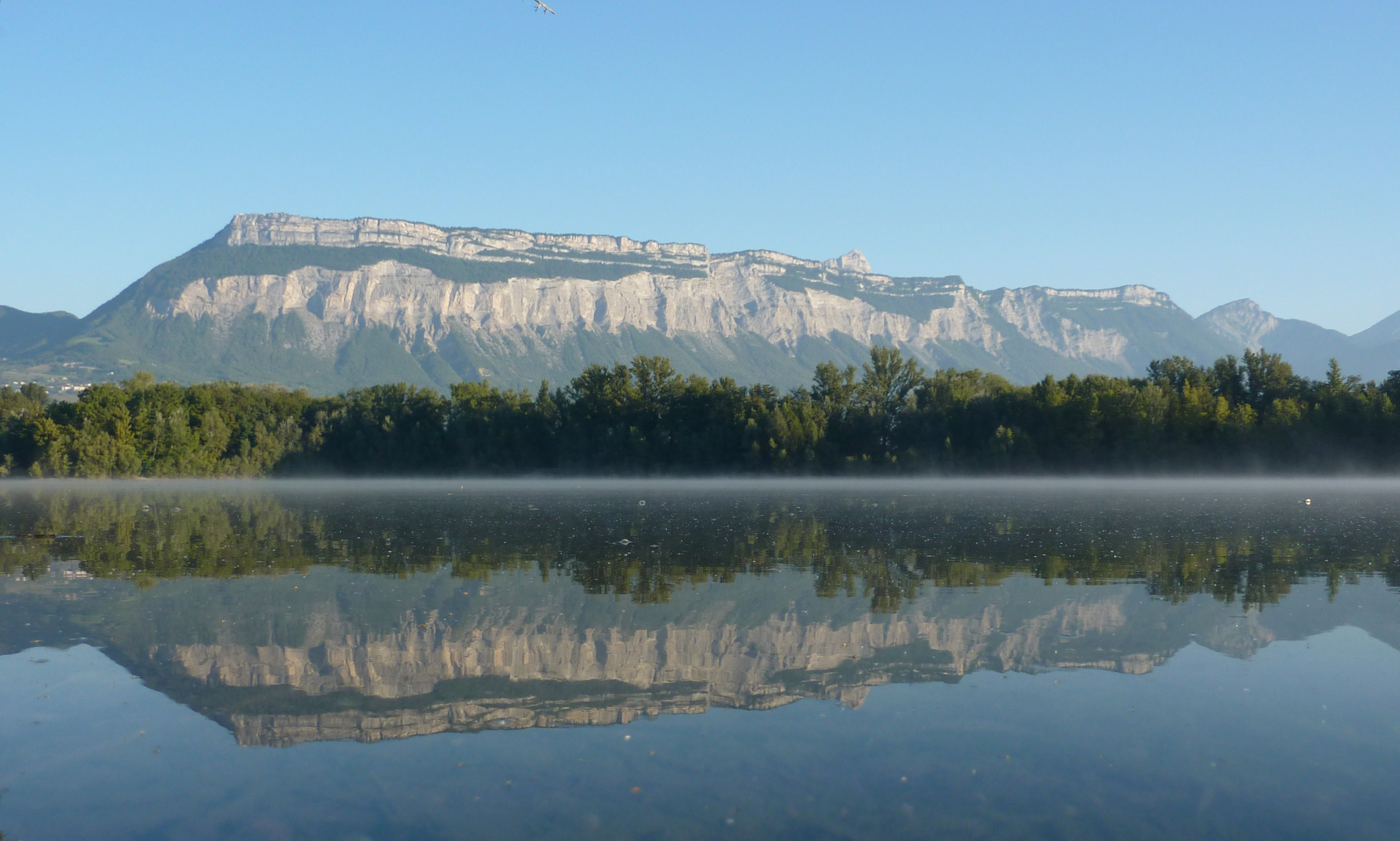
Blick von Meylan auf den Mont Saint Eynard

- Chartreuse-Vorland

Das Chartreuse-Vorland (frz.: Avant-Pays de Chartreuse oder Moyenne Chartreuse) bietet offenere Landschaften in einer Höhenlage von rund 500 Metern. Sie bilden die Basis für den menschlichen Siedlungsraum in diesem Gebiet und dessen landwirtschaftliche und handwerkliche Nutzung. Das Mutterkloster des Kartäuserordens hat hier in der Stille der abgelegenen Bergwelt einen recht passenden Platz gefunden. Die Anwesenheit der Mönche über beinahe 1000 Jahre hat die dortige Zivilisation geprägt und man erkennt noch heute eine Vielzahl von Bauwerken, die mit deren Betätigungsfeldern zusammenhängen. Sehr bekannt ist der Kräuterlikör Chartreuse Vert, der heute noch von den Kartäusermönchen in Voiron hergestellt wird. Die Kartäuser (frz.: Chartreuse) sind auch die Namengeber für die gesamte Landschaft.

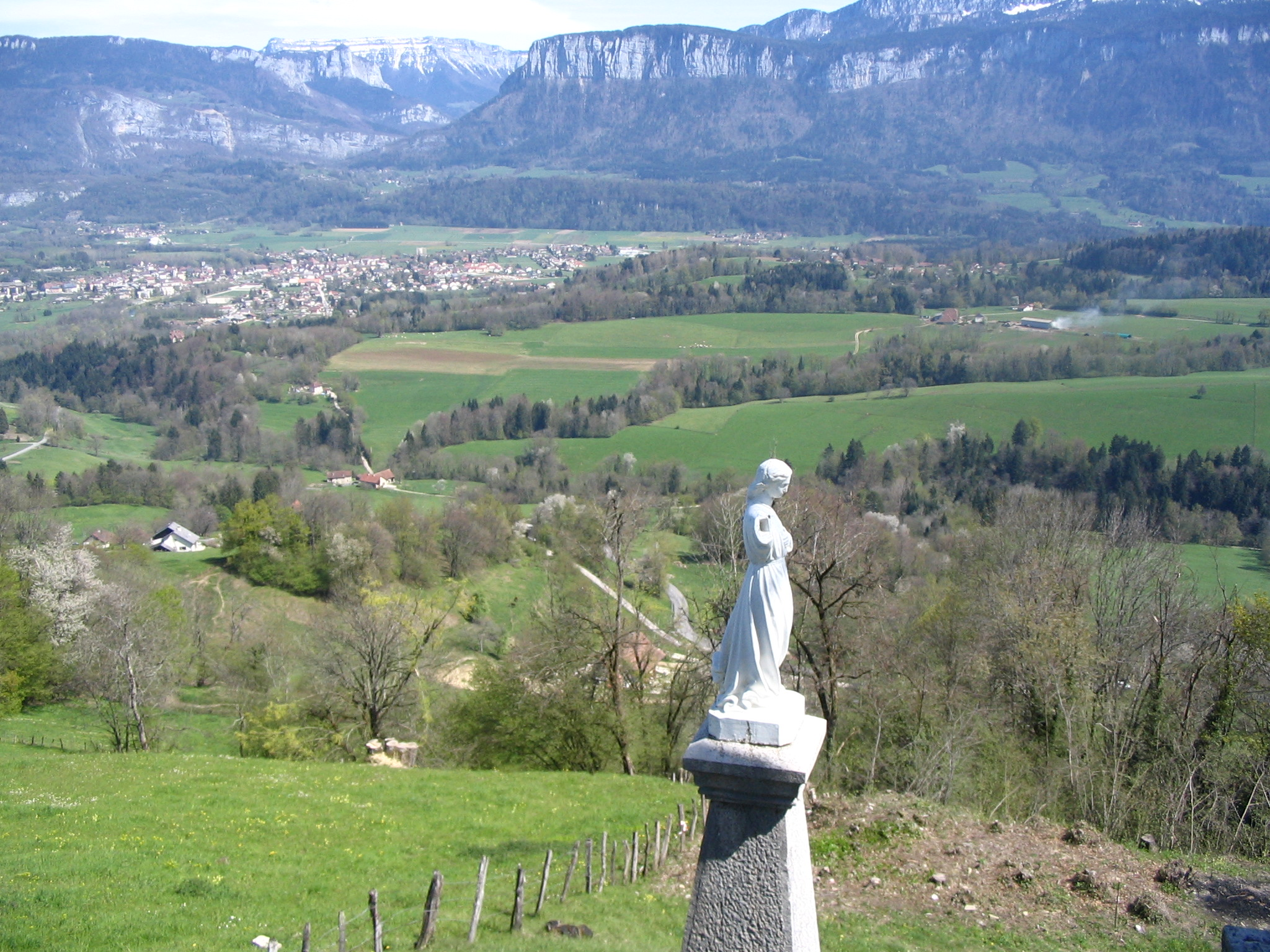
Miribel-les-Échelles
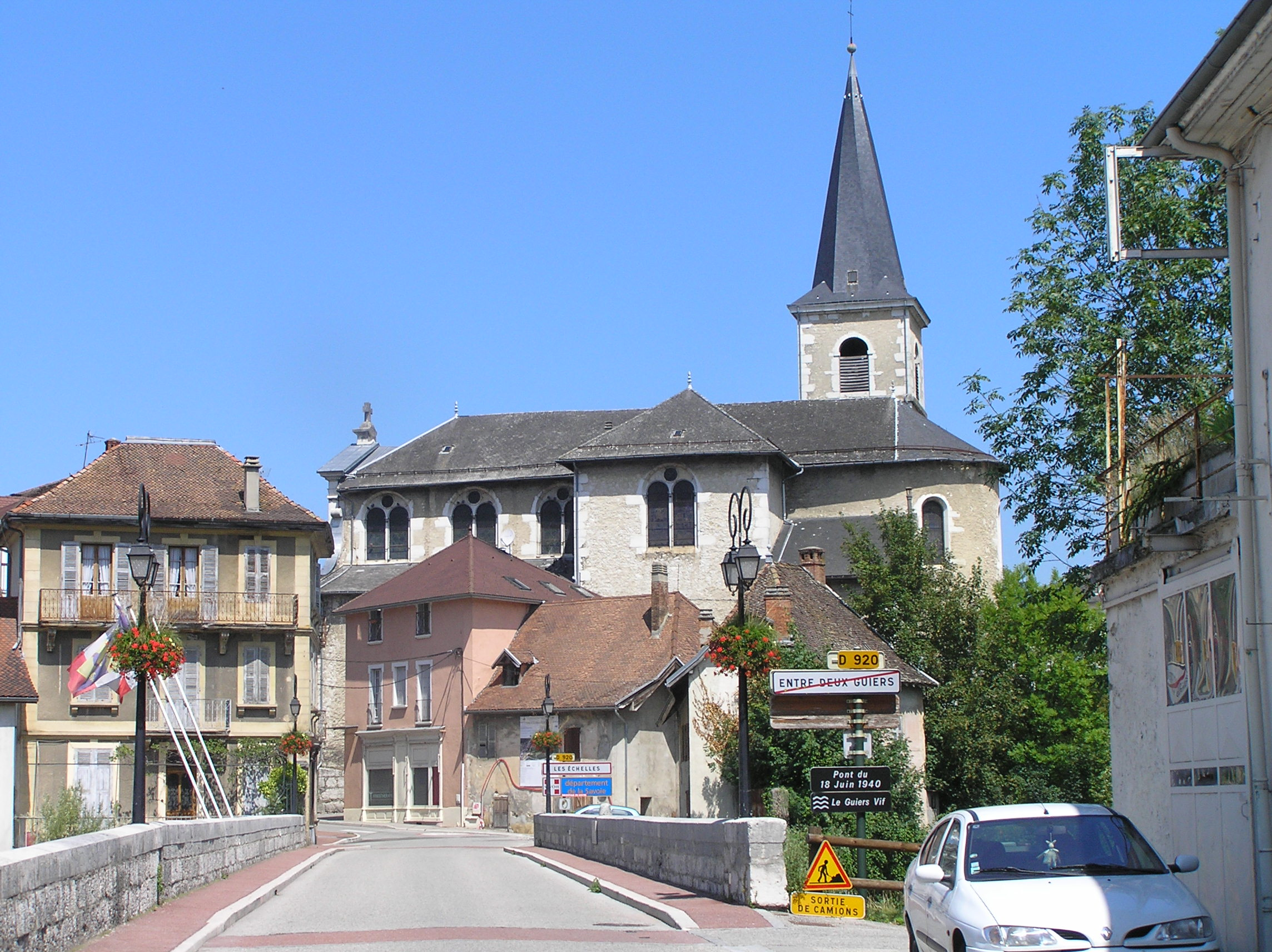
Les Échelles
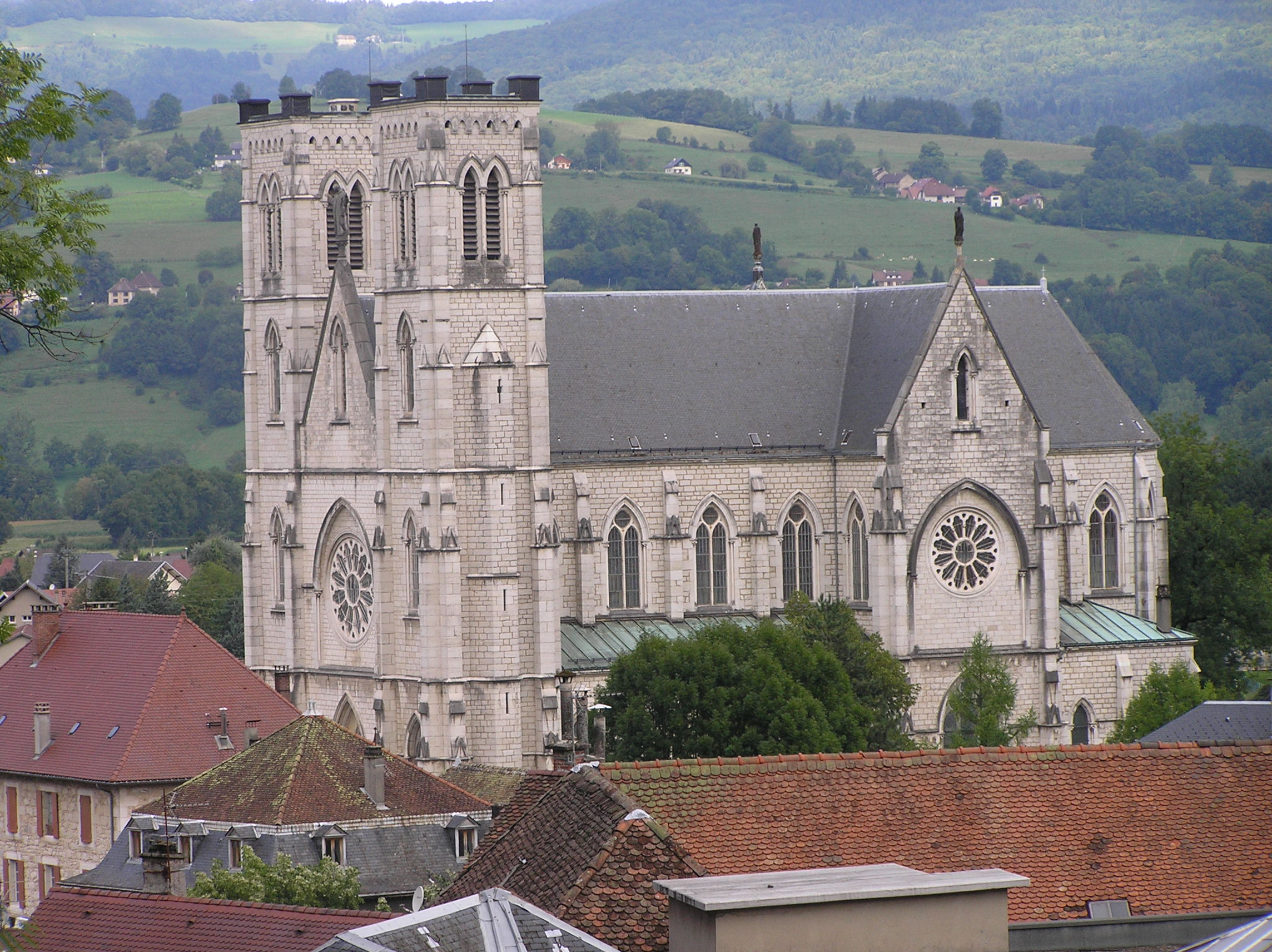
Saint-Laurent-du-Pont, Église Saint Bruno
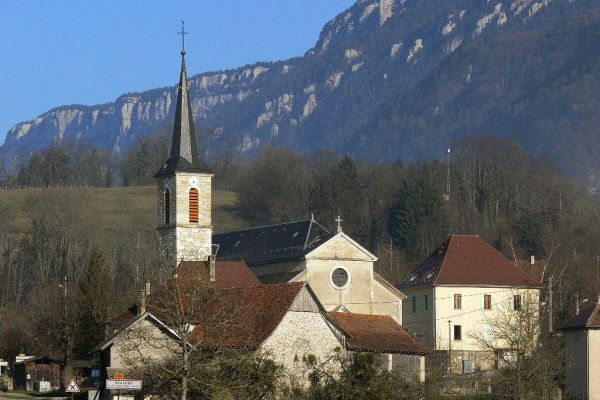
Berland, Saint-Christophe-sur-Guiers
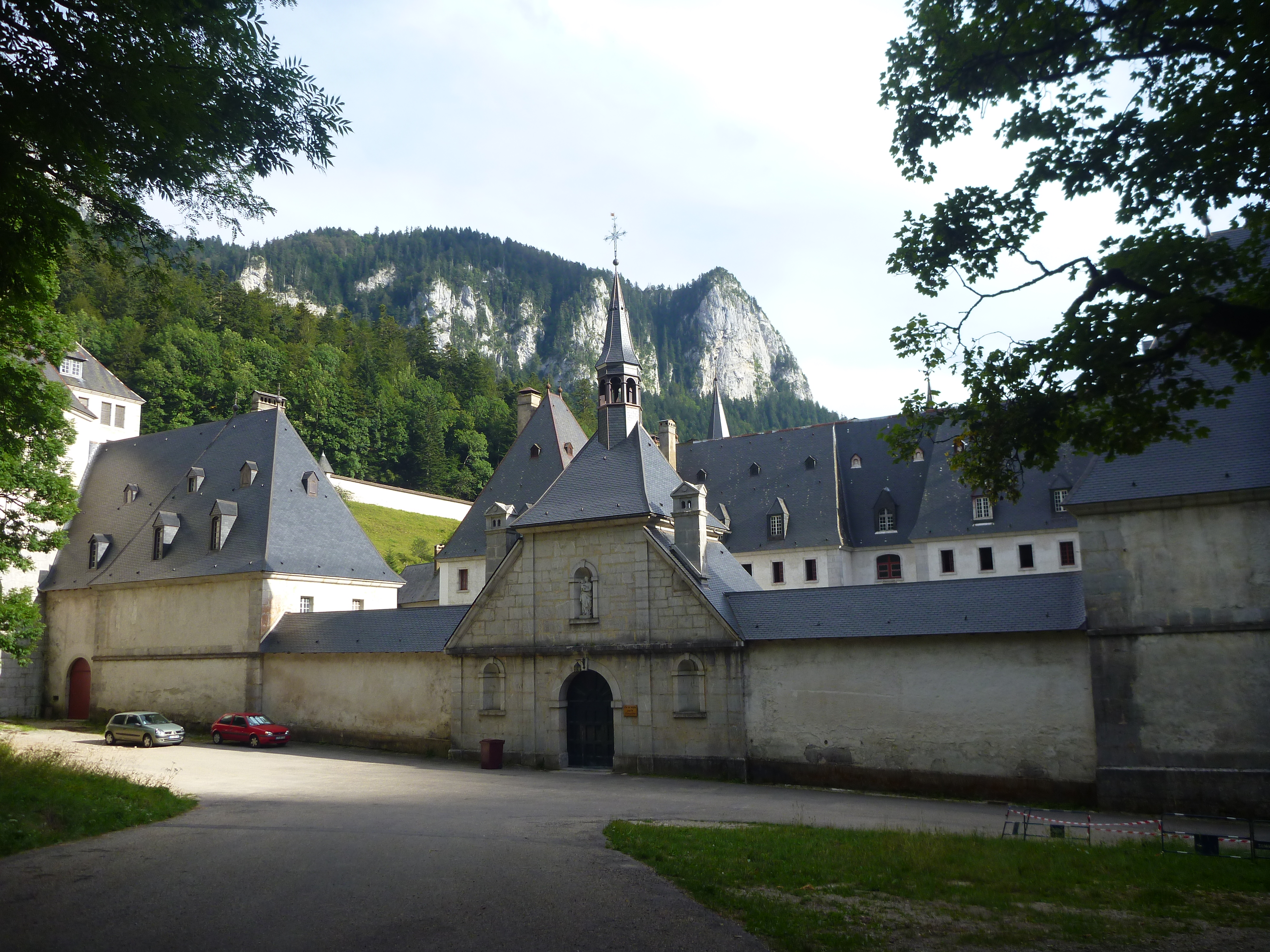
Kartäuser Kloster Grande Chartreuse
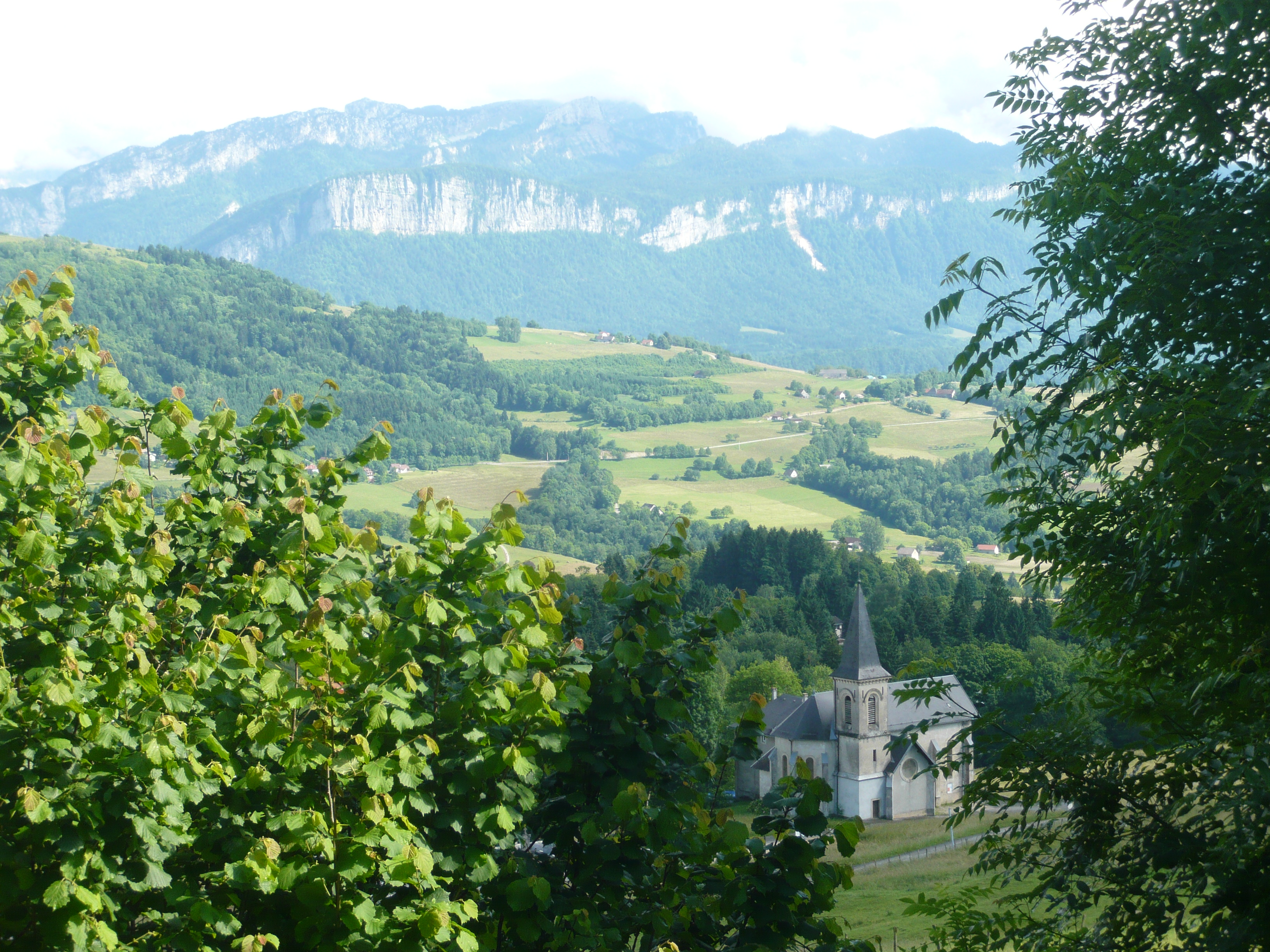
Saint-Franc

- Piémont de Chartreuse

Dieses Gebiet liegt im äußersten Nordosten des Naturparks, in der Umgebung von Les Marches. Das Gebiet ist weitgehend Schwemmland der Isère in einem Höhenbereich von 200 bis 400 Metern. Es unterscheidet sich von den übrigen Gebieten des Naturparks, weil hier besonders Weinbau betrieben wird.

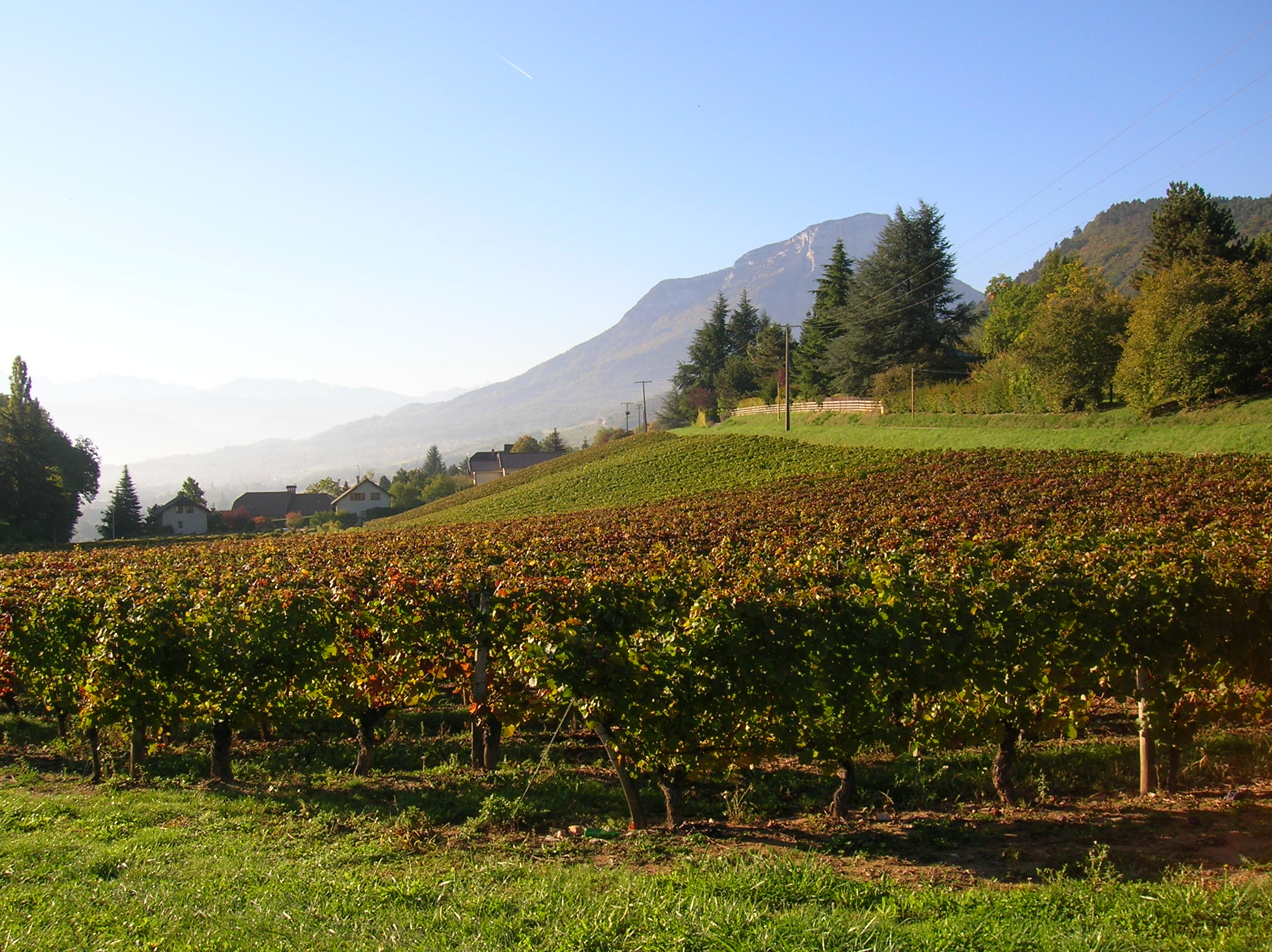
Saint-Baldoph
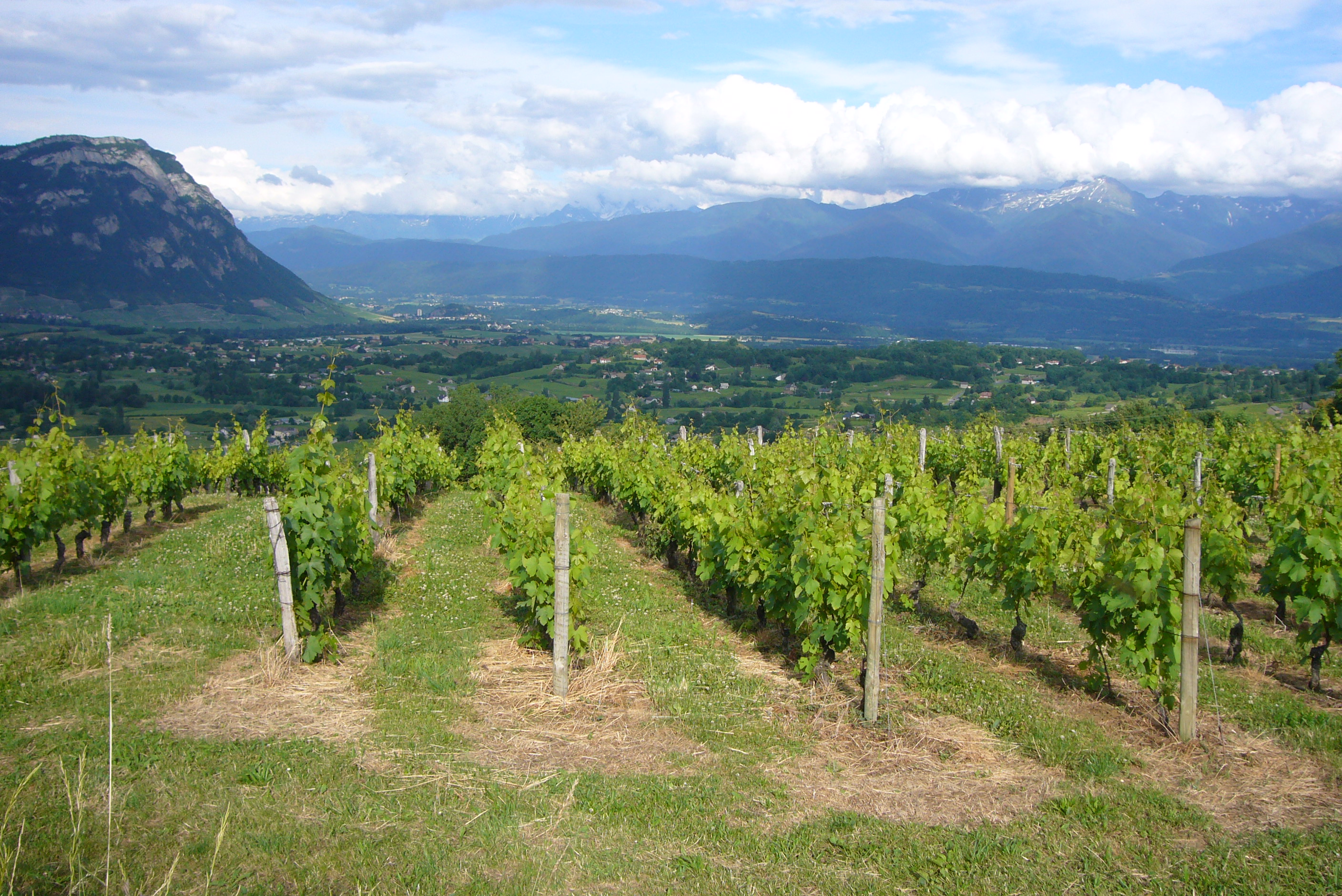
Apremont
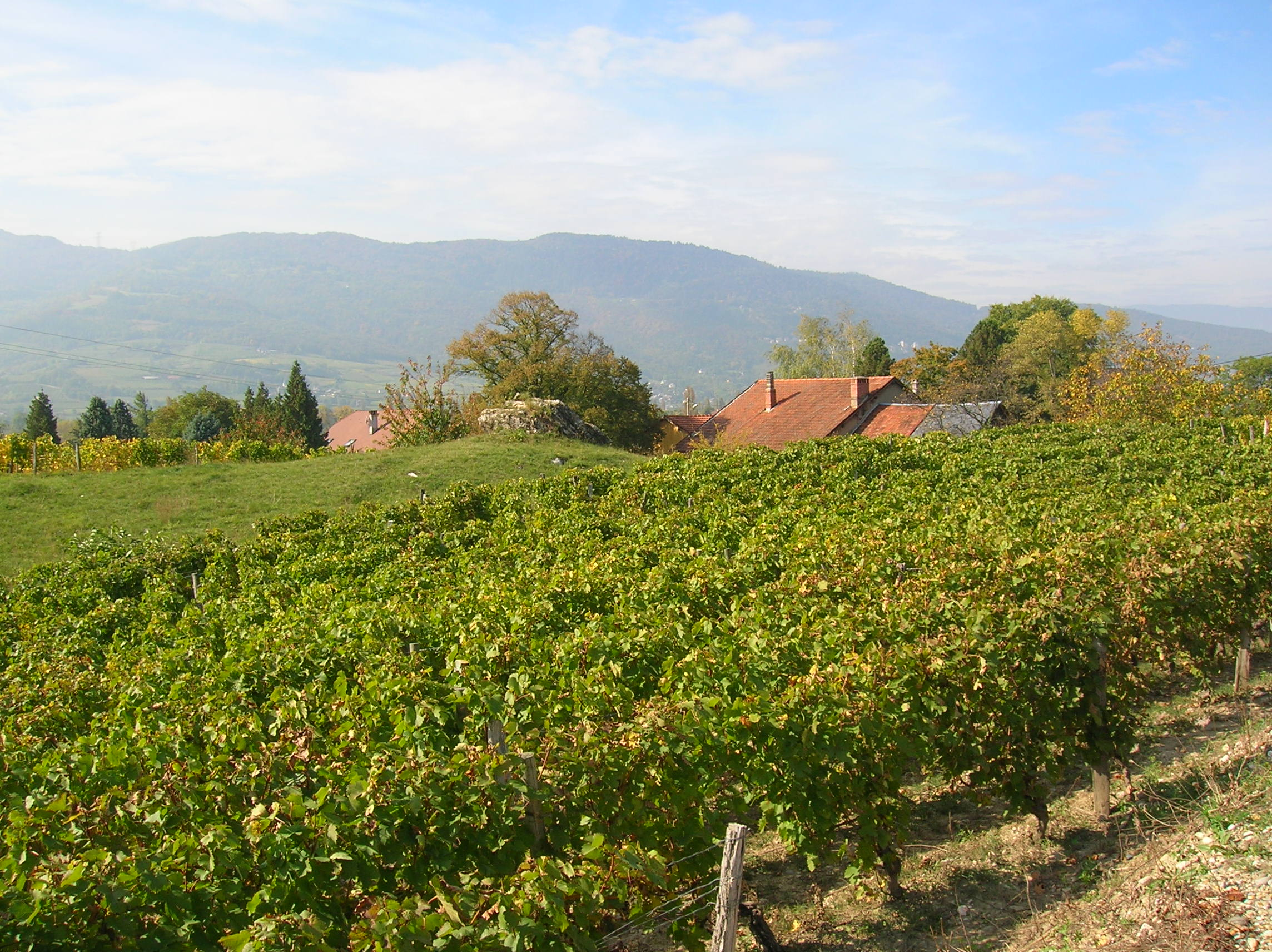
Myans
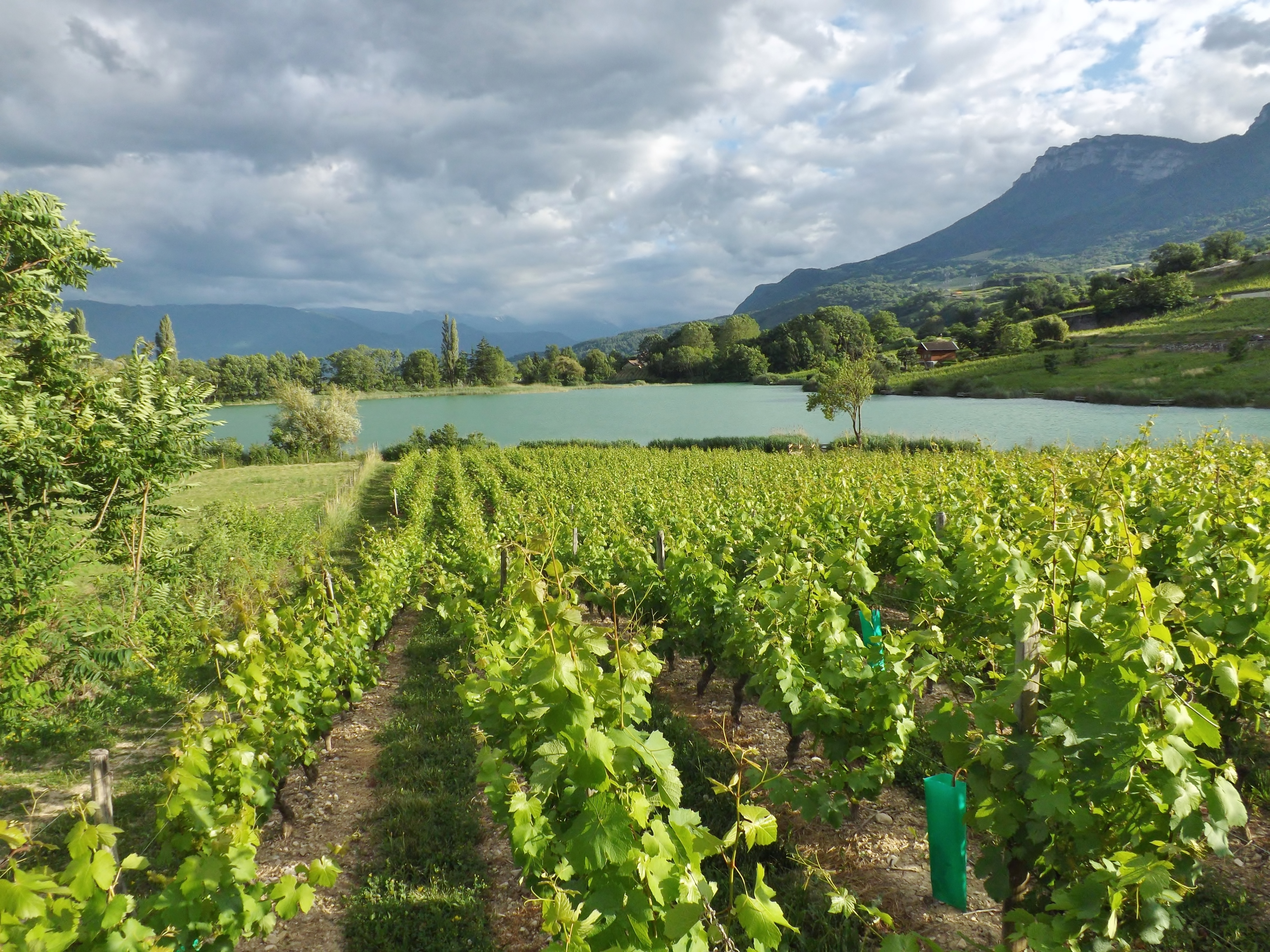
Lac de Saint-André, Les Marches
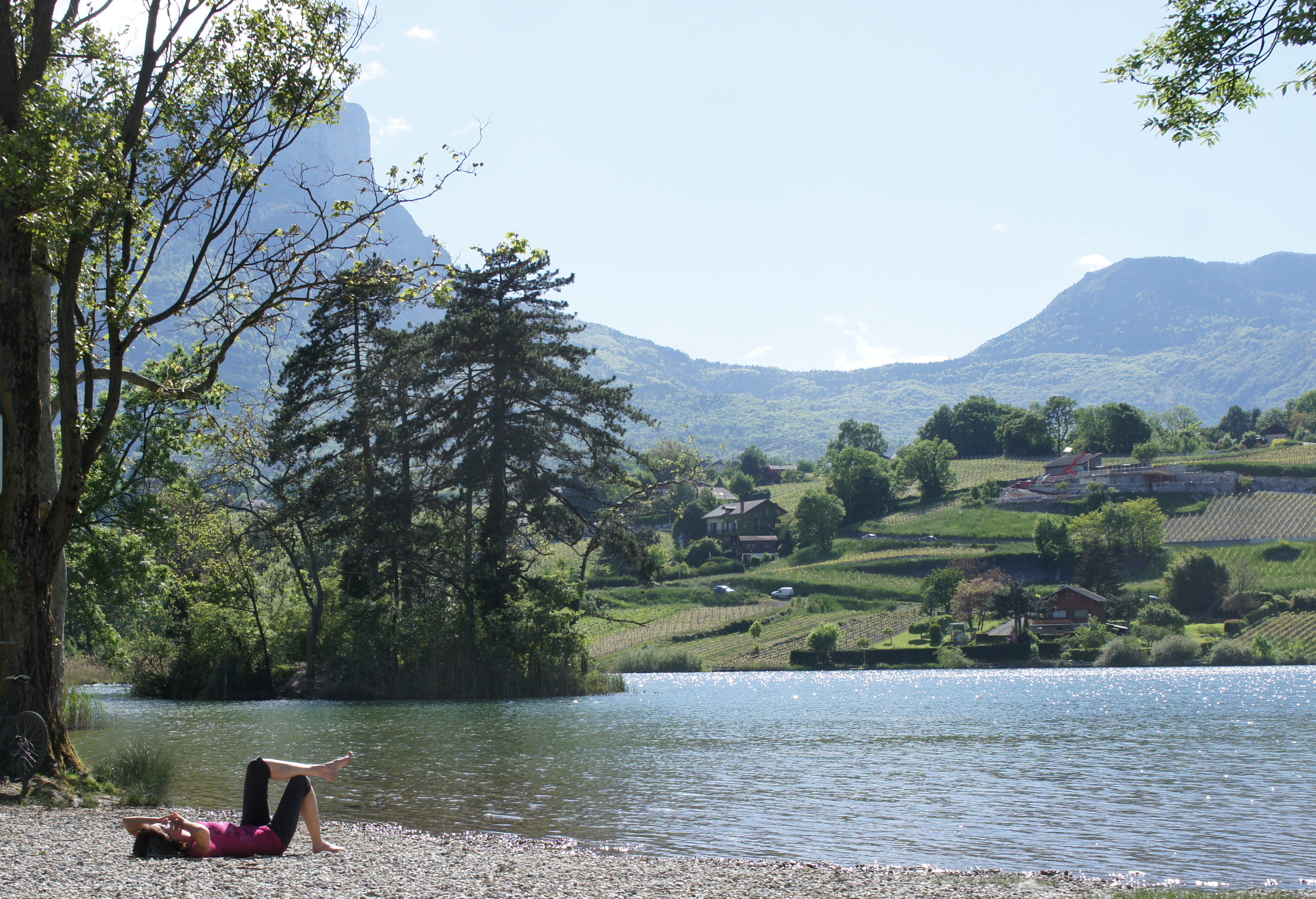
Lac de Saint-André, Les Marches
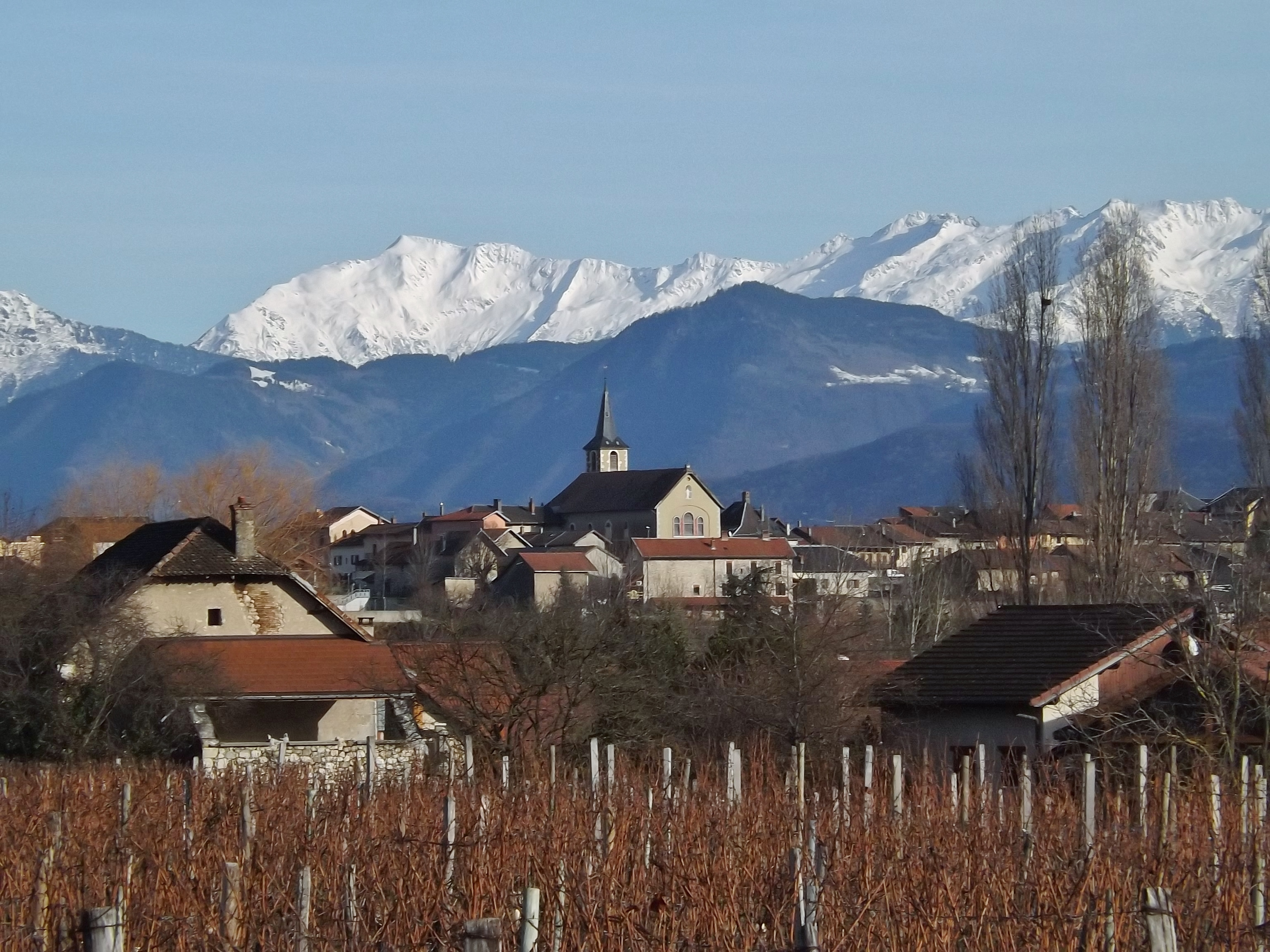
Les Marches im Winter